# دیوید مولر (بازیکن فوتبال، زاده ۱۹۹۱)
دیوید مولر (انگلیسی: David Müller؛ زادهٔ ۱ نوامبر ۱۹۹۱) بازیکن فوتبال اهل آلمان است.
از باشگاه‌هایی که در آن بازی کرده‌است می‌توان به باشگاه فوتبال اشتوتگارت اشاره کرد.